# Береговой проезд
Берегово́й прое́зд — улица в Западном административном округе Москвы.

## Происхождение названия
Настоящее название получил 11 июля 1958 года Решением Исполнительного комитета Московского городского Совета депутатов трудящихся № 40/11 путем присвоения наименования Проектируемому проезду № 626 в связи с промышленным развитием прилегающего района.

## Описание
Улица по своей сути тупиковая — начинается от берега Москвы реки и примыкает к Новозаводской улице. В середине улицу пересекают железнодорожные пути, идущие от железнодорожной станции «Фили» Белорусского направления МЖД на территорию Государственного космического научно-производственного центра имени М. В. Хруничева

## Общественные здания, предприятия
- Комбинат питания ГКНПЦ им. М. В. ХРУНИЧЕВА «КОСМОС»
- Государственный космический научно-производственный центр имени М. В. Хруничева
- № 8 кор.3 — Политехнический Колледж No.42
- № 2 — Завод Железобетонных Изделий и Труб
- № 3 — «Фили» Транспортная Компания
- № 4 кор.3 — Завод Коммунальник Пк
- № 4/6,стр.3 — «Германика» (Автосалон)
- № 4/6 — Фирма Химчистка-22
- № 5 — производственно-складской комплекс «Фили Девелопмент», компании «Рэстэк» и «Expozition Service» (архитектор С. О. Кузнецов)
- № 6 — Экологический Центр Завода им. М. В. Хруничева

## Транспорт
По проезду проходят автобусы 73, 152, 653.

### Ближайшие станции метро
- Фили
- Шелепиха